# بوهنی
بوهنی (به عربی: بوهنی) یک شهرداری در الجزایر است که در استان معسکر واقع شده‌است. بوهنی ۱۰٬۲۴۰ نفر جمعیت دارد.